# Вариконд

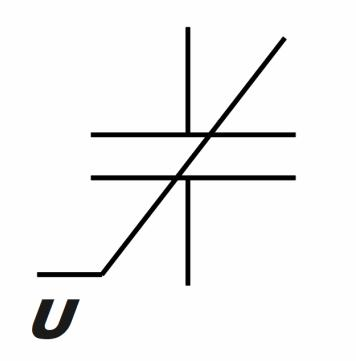
Умовне графічне зображення вариконда

Варико́нд (від англ. variable — «змінний» і condenser — «конденсатор») — електричний конденсатор, ємність якого нелінійно змінюється в широких межах залежно від напруги, прикладеної до його обкладок.

## Будова
Як ізолятор у варикондах застосовується спеціальна кераміка, що має властивості сегнетоелектрика. Діелектрична проникність такого матеріалу значно змінюється при зміні напруженості електричного поля, в якому він знаходиться. Зі збільшенням напруги діелектрична проникність (а, значить, і ємність конденсатора) зростає до певного значення, а потім знижується. Вариконди випускаються з номінальною ємністю від 10 пФ до десятих часток мікрофарад. Ємність вариконда може змінюватися в 4-8 разів.

## Застосування
Вариконди застосовують в підсилювачах змінного і постійного струмів, помножувачах частоти, стабілізаторах напруги та інших пристроях.

## Переваги та недоліки
Переваги вариконда — висока механічна міцність і вологостійкість. Недоліки — нестабільність ємності, обмежений діапазон робочих частот і температур.